# 오류 검출 정정

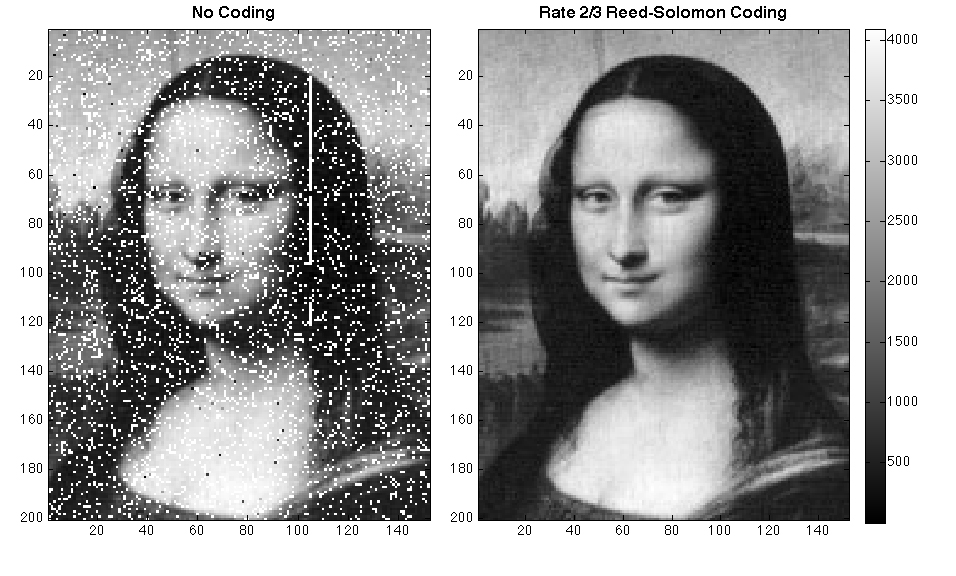

오류 검출 정정(誤謬檢出訂正) 또는 오류 제어(誤謬制御)는 컴퓨터 과학과 전기 통신 분야 응용에서의 정보이론과 코딩 이론에서 신뢰할 수 없는 통신 채널 위에서 디지털 데이터를 신뢰성 있게 전달하는 기술이다.
일반적인 정의는 다음과 같다.
- 오류 검출은 전달자가 수신자에게 전달하는 동안 노이즈나 다른 장애로 인하여 생긴 오류를 감지하는 것이다.[1]
- 오류 정정은 오류를 감지하고 원본 데이터를 다시 구축하는 것이다.

## 오류 정정 구조
오류 정정에는 일반적으로 두 가지 방법이 있다:
- 자동 반복 요청 (ARQ, "후방 오류 정정"이라고도 함): 수신되는 모든 데이터 블록은 오류 정정을 사용하여 검사되며 검사가 실패하면 데이터 재전송을 다시 요청한다.
- 전방 오류 정정 (FEC): 보내는 사람이 전송에 앞서 오류 정정 코드를 사용하여 데이터를 인코딩한다.
- 하이브리드 ARQ: 위의 ARQ와 FEC 두 가지를 합쳐 놓은 방식이다.

## 오류 검출 구조
- 반복 부호
- 패리티 비트
- 체크섬
- 순환 중복 검사 (CRC)
- 암호학적 해시 함수
- 전방 오류 정정

## 부호
- 오류 검출 부호(誤謬 檢出 符號)는 데이터 전송 중 오류가 발생했는지 확인만 할 수 있는 부호이다.
- 오류 정정 부호(誤謬 訂正 符號)는 데이터 전송 중 오류가 발생했을 때 오류를 찾아내서 원래 값으로 복원할 수 있는 부호이다.

## 종류

### Block 부호
- 해밍 부호
- 리드 솔로몬 부호
- BCH 부호
- LDPC 부호

### Non Block 부호
- 길쌈 부호
- 터보 부호

## 활용
- 무선 통신
- 저장 장치 - CD, DVD, 하드디스크에서는 리드 솔로몬 부호가 사용된다.

## 같이 보기
- ECC 메모리